# Explosão demográfica
Explosão demográfica é o aumento elevado e repentino da população de seres humanos. É frequentemente associada a avanços tecnológicos, tendo a maior delas ocorrido no século XX da era cristã.
O aumento brusco da população leva a um aumento também brusco do território ocupado, e tem alguns efeitos ambientais e econômico-sociais catastróficos, daí a comparação com uma explosão.
As explosões demográficas são observadas em duas situações:
- a introdução de novas tecnologias que reduzam a mortalidade (aumento na produção de alimentos ou cura de doenças importantes);
- em períodos de guerra ou grandes calamidades, em que a sobrevivência da sociedade está ameaçada, registra-se importantes aumentos das taxas de natalidade. Neste caso, a "explosão" também é chamada de baby boom.

Antes da Era Contemporânea, não era comum a contagem populacional, mas os pesquisadores sabem com relativa certeza que houve algumas explosões demográficas em certos pontos do globo:
- com a Revolução Agrícola, na transição do período Paleolítico para o Neolítico (c. 8000 a.C.);
- a descoberta da metalurgia, na Idade dos metais (c. 3500 a.C.), que deu início à Revolução Urbana;
- durante a Idade Média europeia (c. século XI), com a introdução de novas técnicas agrícolas que sustentaram o revigoramento do comércio e das cidades.[1]

Todas estas mudanças estão relacionadas ao aumento da produtividade agrícola, e portanto à maior oferta de alimentos. É bem sabido que o ser humano, quando bem alimentado, tem o sistema imunológico fortalecido, resistindo melhor a doenças e vivendo por mais tempo. Como a taxa de natalidade, regida por outros fatores, se mantém estável, o resultado é o aumento do número de seres humanos vivos.
As grandes descobertas do século XX, como a penicilina, as vacinas, os antibióticos, a assepsia das mãos e dos ferimentos, diminuíram bruscamente o índice de mortalidade. Como a natalidade não foi reduzida, o resultado foi o aumento do crescimento vegetativo. Por volta de 1930, a população mundial atinge 2 bilhões de pessoas, sendo 100 milhões na Europa. Mais tarde, houve uma repetição do que ocorreu na Europa nos países do 3º mundo.
Agora já existem cerca de 7,5 bilhões de habitantes em nosso planeta.
Algumas das causas:
- Industrialização;
- Urbanização;
- Médico-sanitário;
- Agricultura;